# Ebala
Ebala är ett släkte av snäckor som beskrevs av Gray 1847. Ebala ingår i familjen Ebalidae.
Släktet innehåller bara arten Ebala nitidissima.

## Bildgalleri

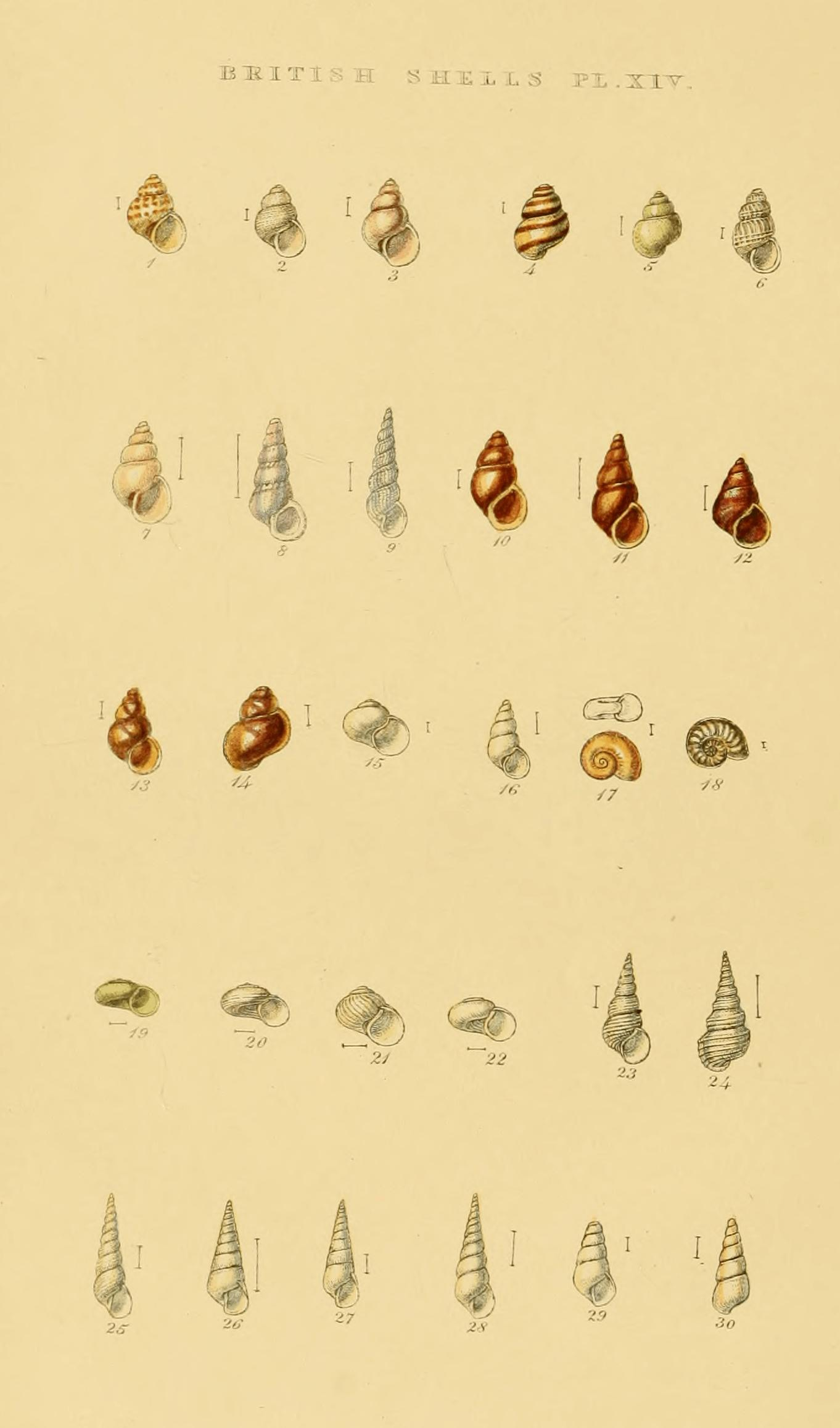